# 左翼共产主义
左翼共产主义（英語：Left Communism）是一些自称“共产主义左翼”的人士所创立的意識型態，他们宣稱自己所持有的观点比共产国际在其第一次代表大会后和第二次代表大会期间所採取的立场更为“马克思主义化和无产阶级化”，並且抨擊布尔什维克主义者在这一时期的政治立場。左翼共产主义者聲稱他们比列宁主义者、共產无政府主义者及其他一些革命社会主义派别站在政治光譜上更左的立场上。

## 歷史

### 起源
“左翼共产主义”的提法最早出现于1918年的苏维埃俄国，当时俄國共產黨（布爾什維克）黨内出现了一个以布哈林为首的派別，该派別反对簽訂《布列斯特-立陶夫斯克条约》，并且以“左翼共产主义者”的名义发表声明。
罗莎·卢森堡的思想在政治和理论上对许多左翼共产主义者具有深刻影响，虽然她在这一政治思潮正式形成以前就已去世，但是她的著作仍然對左翼共产主义產生了很大的影響，即便如此，一些盧森堡主義者仍然試圖在立場上與左翼共产主义者保持距離。左翼共產主義的一些觀點也可以在正統馬克思主義思想中被找到。左翼共产主义的代表人物包括赫尔曼·高特及西尔维娅·潘克赫斯特，與左翼共產主義有關的委員會共產主義的代表人物包括奥托·吕勒、安东尼·潘涅库克和保罗·马蒂克，同樣與左翼共產主義有關的博爾迪加主義的創始人阿马迪奥·博尔迪加。

### 創立
歷史社會學家艾哈德·盧卡斯（Erhard Lucas）聲稱左翼共產主義因一戰結束後革命大多以失敗告終一事而出現，試圖找出能被用以取替原有的革命模式的另一種方式。

### 發展
俄國革命的本質在戰間期一直是左翼共產主義爭論的焦點，一種觀點認為，俄國革命具有「雙重」特徵：一場以俄國少數工業工人階級為基礎的無產階級革命，以及一場以農民佔多數為基礎的資本主義革命，另一種觀點及後來包括潘涅庫克在內的委員會共產黨人所採取的立場是 俄國革命始終只是「資產階級」革命，在1930年代，潘涅庫克以一種具強烈的宿命論色彩的方式聲稱，由於革命爆發前的俄羅斯是封建主義化的，因此布爾塞維從一開始就注定要進行資產階級革命，無論他們的主觀觀點如何，從這個角度來看，抨擊布爾塞維的具體政策是沒有意義的，原因是這些政策的出現在歷史上是不可避免的，而像政論家赫爾曼·高特這樣的左翼共產主義者對布爾塞維作出了自相矛盾的批評，一方面，他們抨擊布爾塞維所實行的獨裁統治，但另一方面，他們指責布爾塞維讓他們的決策受到絕大多數人口農民所提出的要求所影響。
早期的左翼共产主义者普遍不支持列宁主义，认为共产主義者不应该加入资本主义国家的议会或加入保守的工会。但是, 在抨擊列宁主义这一议题上，许多左翼共产主义者意见不一；左翼共产主义者和委员会共产主义者指責俄國共產黨（布爾什維克）以“精英党”的形式运作，并且强调建立更加自主的無產阶级组织；而另外一些人，例如阿马迪奥·博尔迪加则强调政党的作用，并且認為多党制国家沒有必要存在，故此左翼共产主义者與博尔迪加主義者之間有不少分歧，有時他們甚至互相敵視。相對於左翼共產主義者及委員會共產主義者，博尔迪加主義者對於列寧主義的看法比較正面。

### 巔峰
戰間期是左翼共產主義運動最興盛的時期，但即使是在這段時期，左翼共產主義運動的影響力仍然非常有限，沒能為無產階級革命事業作出甚麼貢獻。

### 消退
第二次世界大戰爆發前，法西斯主義席捲了整個歐洲，不少左翼共产主义組織受到沉重打擊。

### 衰退
第二次世界大戰結束後，雖然一些左翼共产主义組織仍在運作，但是它們的實力已經變得十分衰弱。隨着時間流逝，這些組織大多被解散。

### 現況
目前, 世上仍有两个主要的左翼共产主义国际组织，它们是国际共产主义潮流和国际主义共产主义倾向，但其規模都很小。
自二十一世紀起，源自左翼共产主义思潮的 關於共产化的理論開始在美利堅流傳。

## 在世界各地的發展

### 苏俄國內的左翼共产主义勢力
在十月革命前后，左翼共产主义者在布哈林带领下出版报纸《共产党人》，呼吁加速国有化。苏俄國內的左翼共产主义代表人物包括米哈伊尔·波克罗夫斯基和格奥尔基·皮达可夫。但不久之後，由於蘇俄國內絶大多數左翼共产主义者对列宁所提出的论点不再有任何反对意见，因此這個派別不复存在。然而，這些左翼共产主义者的观点在一定程度上被工人反对派继承，這個派別一直存在至1922年。布哈林本人的思想后来转向渐进的右翼共产主义，不再坚持原先所持有的偏向於左翼共产主义立場的很多观点，最初拥护斯大林，但后來成为不認可斯大林所持有的許多觀點的右翼反对派人士，最後他被斯大林在大清洗中下令杀害。與左翼共产主义有一些關係的左翼反對派人士大多也在大清洗中被處決，而由部份左翼反對派人士所構成的聯合反對派亦在1941年被徹底消滅。

### 成立於意大利的博尔迪加主義組織
左翼共产主义者在早期的意大利共产党发挥了重要作用。意共第一任总书记阿马迪奥·博尔迪加后来成为博尔迪加主義的創立人，他曾經当面在共产国际会议上批評斯大林。史達林主義者奪得大權之后，博尔迪加及其追隨者者被指控為托派人士並排挤出意共，有的博尔迪加主義者被斯大林主義勢力和法西斯主义國家杀害。墨索里尼统治期间，不少博尔迪加主义者流亡国外。二戰結束後，他们成立了国际共产党等政黨，但左翼共產主義者與博尔迪加主義者之間的衝突仍然存在。國家共產黨現已分裂為幾個不相統屬的政黨。

### 成立於德国或荷兰的委员会共产主义組織
一些来自于德国或荷兰的左翼共产主义者創立了委员会共产主义。流产的德国十一月革命及其领导者之一罗莎·卢森堡的思想对这種意識型造成了深远的影響。委員會共產主義的代表人物有安东尼·潘涅库克、赫尔曼·高特、奥托·吕勒及保罗·马蒂克等人。當中马蒂克后来去了美国。1920年，德国共产党黨內的左翼共产主义者退出該黨並成立了德国共产主义工人党。後來德國共產主義工人黨黨內的一些左翼共产主义者退出該黨並成立了德國工人總聯合會。1921年10月，德國工人總聯合會會內的委員會共产主义者因認為該組織與無產階級完全分離一事而決定退出該會並成立了德國工人總聯合會-統一組織。
德國共產主義工人黨在二十世紀三十年代初逐漸瓦解，其他組織的名稱也逐漸從文獻記載上消失。

### 成立於韩国的左翼共产主义組織
在韩国，一个規模極小的工运组织“韩国社会主义工人报纸小组”活跃于二十一世纪零十年代末。該组织和国际共产主义潮流有来往，受到左翼共产主义理论所影响。然而，該组织的知名度極低，一些人認為它可能早已不復存在。

### 左翼共产主义在中国国內的發展

#### 中國大陸
左翼共产主义的奉信者及组织普遍认为中国共产党所建立的中华人民共和国從一开始便是国家资本主义的政权，打着共产主义旗号招摇撞骗。1957年，博尔迪加聲称在毛澤東統治下的中国是“已被证实的資產階級资本主义社會复制版”，原因是中國在當時仍然沒有廢除工資勞動方式，而且是由資產階級所控制的。
在共產中国的歷史上，一直没有成型的左翼共产主义组织和理论体系。文化大革命时期少数激进的造反派组织被称为「极左派」，如湖南省會無產階級革命派大聯合委員會，這些組織所發表的言論已经超出官方允许的范围，它們从更為左翼化的角度抨擊当局，但它们所提出的理论没有完全超越毛澤東主義的框架。這些組織聲稱文化大革命並不是毛澤東的擁護者與其反對者之間的衝突，也不是對個別走資派人士所發起的衝突，而是群眾與頹廢的、阻礙革命的「紅色資本家階級」之間的衝突，這次衝突的發生能夠推動歷史進步。然而，中央文革小組很快在1967年取締了这些超左翼组织并逮捕了它们的成员，理由是這些組織的思想是「反革命大雜燴」和「極度反動思潮」。有学者认为，超左派的理论基础是无政府共产主义。一些放任自由馬克思主義者認為這些組織雖然正確地認識到中共已經成為阻礙歷史進步的腐朽階級，但是未能完全擺脱毛泽東主義的束縛，而且由於其思想建基於一國社會主義論，因此這些組織即使成功推翻中共，也無法解決困擾中國的大部份問題，故此中國最後仍然必須按照世界資本主義的理則運作。
左翼共產主義組織国际共产主义潮流於1996年发表文章以分析中国革命，其聲稱中国共产党准确來说在1928年前的確是一个无产阶级工人革命的政党，但於1927年在四一二政变發生時许多工人运动的積極參與者被杀之后就变质了，特别是南昌起义發生、中国工农红军建立之後（此时剛好處於在共产国际內部中斯大林主义獲得勝利的時刻），共产党从一个主要是支持由工人阶级对资产阶级实行阶级斗争的政党变成了由资产阶级、小资产阶级、知识份子及军人所控制的政党，它组织了一支由农民所组成的军队，並且抛弃了原先无产阶级的革命而欺骗性地举着无产阶级牌子發動资产阶级革命。左翼共產主義組織 國際主義共產主義傾向 聲稱毛澤東統治下的中國與鄧小平统治下的中國一樣毫無社會主義元素可言，並且聲稱八九民運是小資產階級所發起的學生運動，工人階級在這場運動中被大資產階級利用，而以中共為代表的紅色資產階級為維持統治一事而在六四事件中屠殺了很多工人。與此不同，托洛茨基主義組織國際社會主義前進聲稱八九民運是反對資產階級復辟的工人運動，學生和工人在這場運動中同樣作出了很多貢獻，只是因學生和工人沒有緊密合作一事而導致運動失敗。
霍查主義者認為中國在毛澤東統治下實際上奉行壟斷國家資本主義。一些毛泽東主義者認同中國的經濟體制與資本主義並無分別 這個觀點是正確的，雖然當時中國尚未開始運用資本主義生產方式，但是國內已經出現資產階級法權，但這些毛泽東主義者認為透過發動文化大革命，黨內資產階級的勢力的擴張能夠被抑制。然而，一些放任自由馬克思主義者認為文化大革命其實是一場自上而下發起的超右翼化的共產法西斯主義政治運動，它實際上是極右翼運動而非極左翼運動，而且文化大革命本質上沒能改變社會關係，它只是由毛澤東為清除官僚主義勢力一事而發起的政治運動，根本不是社會運動，毛澤東用忠於他的紅衛兵取代了官僚的地位，當毛澤東厭倦了紅衛兵所發起的鬥爭且發現他逐漸失去對紅衛兵的控制時，便命令軍隊屠戮了激進的紅衛兵，並且讓工宣隊取代其地位。

#### 香港
真正接近左翼共产主义立場的組織是在香港成立的負責編緝雜誌《Minus》的團體，這個團體活跃于1970年代。《Minus》的创办团队曾接触成立於英国的共产主义工人组织，但后来逐渐倾向于由左翼共产主义所衍生出來的委员会共产主义。1984年，《Minus》的创办团队停止運作。

### 左翼思想及共產主義與红色高棉之間的關係
被認為奉行民族共產主義的極左翼政權紅色高棉曾經得到中華人民共和國的強烈支持，由紅色高棉所演變而成的民主柬埔寨奉行波爾布特主義，這種意識型態受到與放任自由共產主義及左翼共產主義有關的無政府共產主義的影響。無政府共產主義主張徹底消滅國家、宗教、財產制、傳統家庭觀念等等，代之以無政府狀態，這樣每一個人都能夠完全自由地生產和消費。
波爾布特主義支持農民階級反對工人階級和散播具有民族主義色彩的言論並主張實行極權統治，亦主張完全消滅資本主義。擁護毛澤東主義的中共中央政治局委員陳永貴副總理曾經表示：「马列、毛主席还没实现的共产主义，人家柬埔寨实现了。」然而，一些毛澤東主義者聲稱波爾布特主義與毛澤東主義在很多方面上有不同的地方，更聲稱波爾布特主義實際上是與馬克思主義相對立的。現今學者認為民主柬埔寨奉行農業社會主義及國家恐怖主義。1975年至1979年初，紅色高棉大屠殺造成了約二百萬人的非正常死亡，約佔當時柬埔寨總人口的四分之一，當中華人死亡人數約為二十萬至三十萬。
1981年12月，柬埔寨共产党宣佈解散后，柬埔寨共產黨的领导人成立民主柬埔寨党，该党声称奉行民主社会主义且弃絶共产主义及马克思列宁主义。

## 各国左翼共产主义组织
下方的列表列出了左翼共產主義政黨及組織的名稱：
- 加拿大—国际工人团体
- 法國—国际主义共产主义倾向法国支部
- 德国—国际社会主义者团体
- 伊朗—国际主义之声
- 義大利—国际主义共产党、共产主义斗争[註 1]
- 英国—共产主义工人组织、世界革命
- 美国—国际共产党、国际主义、国际工人团体、工人进攻
- 委內瑞拉—国际主义

國際共產主義潮流和國際主義共產主義傾向是目前規模最大的左翼共產主義跨政黨組織。

### 國際共產主義潮流的立場
國際共產主義潮流反對法西斯主義、史達林主義、毛澤東主義及霍查主義，視之為國家資本主義，也反對托洛茨基主義及官方無政府主義，視之為「資本主義政治機構內的左派」，又反對自由民主主義，視之為資產階級所製造的騙局，並且反對恐怖主義，視之為資產階級所操縱的勢力，其亦反對共濟會，視之為資產階級所成立的秘密社團。
另一方面，國際共產主義潮流反對博爾迪加主義及委員會共產主義，視之為宗派主義，並且認為十月革命爆發一事具有重要意義、接受了弗拉基米爾·列寧在其著作《共產主義運動中的「左派」幼稚病》對左翼共產主義所提出的一些抨擊意見，也表示其認同列夫·托洛茨基在某些方面上所提出的一些説法的正確性。

### 國際主義共產主義傾向的立場
國際主義共產主義傾向反對史達林主義、毛澤東主義及卡斯楚主義等部份意識型態。此外，國際主義共產主義傾向對托洛茨基主義持負面看法，其聲稱列夫·托洛茨基所持有的很多觀點是錯誤的，舉例來説，國際主義共產主義傾向指責列夫·托洛茨基錯誤地把蘇聯視為工人國家 而非國家資本主義國家、在沒有獨立的無產階級運動的情況下成立了第四國際、傾向於打入主义的立場和支持馬克思主義者參與抗日戰爭，國際主義共產主義傾向也聲稱托洛茨基主義已經變得與社會民主主義十分相似，舉例來説，國際主義共產主義傾向聲稱托洛茨基主義在列夫·托洛茨基在世時便開始出現改良主義特徵，但即便如此，國際主義共產主義傾向仍然承認列夫·托洛茨基為革命事業的發展作出了巨大的貢獻。
國際主義共產主義傾向表示其認同弗拉基米爾·列寧在某些方面上所提出的一些説法是正確的，故此不少人認為它是過於激進的或過於溫和的列寧主義組織，而該組織亦承認自身在對有很大影響力的马克思列宁主义作出抨擊的同時，批判性地接受了弗拉基米爾·列寧所持有的許多觀點。該組織的不少成員及擁護者也在某些方面上傾向於列寧主義的立場。

### 左翼共產主義運動的變化
總括來説，儘管最早期的左翼共產主義者認為列寧主義的主張只適用於俄羅斯 而非其他歐洲國家，不過他們沒有完全否定列寧主義的觀點的正確性，但後來不少左翼共產主義者因蘇維埃民主制在蘇俄國內名存實亡一事而開始反對列寧主義，自此之後，許多左翼共產主義者及受其影響的其他部份左派人士直接把列寧主義視為國家壟斷資本主義的一種形式。
然而，在冷戰結束後，由於很多左派人士開始思考列寧主義的思想在多大程度上被史達林主義者曲解這個問題，因此在這個趨勢的影響下，一些左翼共產主義者不再抗拒列寧主義的影響。現今的左翼共產主義組織大多並不接受早期的左翼共產主義組織 完全反對列寧主義 的立場。現今部份左翼共產主義組織的立場與擁護列寧主義且反對史達林主義及托洛茨基主義的共產主義之聲組織的立場有相似的地方。

## 影響
儘管法西斯主義的興起導致左翼共產主義運動進入停濟狀態，不過左翼共產主義仍然對後來出現的馬克思共產主義及其他一些左翼意識型態（如曾於二十世紀三十年代盛行於西班牙的放任自由共產主義及於二十世紀五十年代出現的情境主義）產生了很大影響。雖然如此，但是後者沒有接受左翼共產主義的不少不合時宜的觀點，僅僅從中汲取一些靈感而不全盤接受，例如雖然馬克思共產主義與左翼共產主義同樣仍然反對蘇聯式的國有共產主義，但是馬克思共產主義不主張保持無產階級的純潔性，由於馬克思共產主義認為無產階級本身就是構成資本主義社會的要素之一，因此如果要終結資本主義生產方式，無產階級不應該加強自身的力量，相反，它必須先廢除自身，才能夠在日常生活中推動共產化進程。然而，因為大多數馬克思共產主義者在具體的方法應該是甚麼這個問題上仍然爭論不休，所以關於共產化的理論受到不少放任自由馬克思主義者的批駁。

## 理論及主張

### 反對加入與資產階級有關的組織
左翼共產主義普遍反對革命者加入議會及工會等組織、主張維護無產階級的純潔性等等。

### 關於共產主義綱領的觀點
流行於義大利的博爾迪加主義認為存在一種完全純潔的共產主義綱領，並且主張保障這一網領免受曲解，甚至主張遠離階級鬥爭以保持共產主義政黨的純潔性。雖然如此，但是不同的博爾迪加主義政黨對 這一網領的具體內容是甚麼 這一問題有着不同的看法。由於博爾迪加主義支持革命者在工會工作，因此博爾迪加主義與左翼共產主義在這方面上有不同的觀點。
在早期，活躍於荷蘭及德國的左翼共產主義者認為工人階級不需要所謂的綱領及政黨，工人階級本身就是所謂的共產主義主體，因而主張維護其純潔性。

### 拒絶妥協
在二十世紀二十年代，當時的左翼共產主義運動有兩個特徵，第一個特徵是以小型精英團體的形式活動以保持純潔性，並且認為武裝鬥爭是唯一的選擇 和 發生在運動當中的任何政治討論都會削弱運動，而與國家談判則被視為對運動的背叛，當武裝鬥爭明顯失敗時，左翼共產主義者應該按照“勝利或死亡”的座右銘行事，這意味着他們所採取的行動得不到大多數勞動者的支持，第二個特徵是樂觀地認為自發性的行動和日常經驗將使勞動者理解以工人委員會的形式實行無產階級專政的必要性，這種心態使得左翼共產主義者決定把全部責任放在工人階級身上，自己卻無所作為，削弱了左翼運動的力量。有意見認為“勝利或死亡”這一座右銘過於偏激，只會導致運動更加容易失敗，而把全部責任放在工人階級身上則是過於依賴工人階級的自發性的表現，忽視了計劃及領導的重要性和事態後續發展的複雜性必定會使得工人階級需要領導者帶領他們應對挑戰這一事實等等。

### 反對與工人階級以外的勢力合作
赫爾曼·高特在他發表於1920年的公開信中表示，西歐的無產階級沒有盟友，他對「工人階級」的定義非常狹隘。店主、貧窮農民、工匠、低階傭人及僱員（如店員和公務員）都被認為是工人階級的敵人，高特用以支持這一觀點的論點是，這些人被大資本利用，或以其他方式「依賴」資本，因此他們會站在資本一邊，而這對馬克思主義者來説是一個奇怪的觀點，馬克思主義認為工人只是無產階級的一份子 而非全部，而且馬克思主義者呼籲全世界不擁有生產資料且受到剝削的無產者參與行動，這些無產者包括農民及僕役，他們同樣受到壓迫，所謂依賴資本是沒有意義的指控，原因是在資本主義社會上，每一個無產者都被迫為滿足資本家增值資本這一需求而工作，包括左翼共產主義者所重視的工人，此外，工人也未必會成為無產階級革命的堅定支持者，因為發達國家的許多工人因生活水平上升一事而成為了生活舒適的工人貴族，所以他們很可能不會支持無產階級革命，故此僅僅依賴他們來發動革命這一方法並不一定會有成效。

### 认为各政党都存在“资本主义方法”的特征
高特的朋友卡爾·施羅德（Karl Schröder）在二十世紀二十年代是德國共產主義工人黨黨內最有影響力的理論家之一，他在戈特撰寫公開信的同一年寫信，宣稱各個政黨之間不存在“實質性差異”， 包括“從德國國家人民黨到斯巴達克同盟”的組織在內，原因是它們的組織方式都具有“資本主義方法”的特徵，但左翼共產主義沒能提出有效的替代方案，也忽視了斯巴達克同盟等組織的社會國際主義性質和委員會共產主義代表人物之一奧托·呂勒是斯巴達克同盟的重要成員這一事實等等。
委員會共產主義者認為政黨不應該與無產階級完全分離，這一觀點成為了左翼共產主義者與委員會共產主義者之間的爭論的要點。

### 經濟定論
左翼共產主義把經濟因素視為革命活動的唯一動力，這導致左翼共產主義者認為所有活動都應該以經濟定論為基礎，曾為左翼共產主義者的反議會主義者賴辛巴德（Reichenbach）在晚年時承認他們在這方面上犯了嚴重的錯誤。

### 拒絶支持任何與資產階級有關的勢力
現今的左翼共產主義仍然處於一種孤立的狀態，類似於拒絶使用任何「資本主義的產物」、視這種行為為對資本主義制度的支持的社會原教旨主義。很多左翼共產主義者反對與其眼中的「資產階級的走狗」合作，其聲稱自近代以來所有戰爭都是帝國主義國家之間的戰爭，例如在以哈戰爭中，許多左翼共產主義者拒絶支持任何一方，聲稱這是美帝國主義勢力與伊朗帝國主義勢力之間的衝突，其亦聲稱即使是對受到壓迫的巴勒斯坦人表達同情之意也是支持阿拉伯帝國主義的舉動（同樣地，對受到傷害的猶太人表達同情之意也被其認為是支持西方帝國主義的舉動），就算是在譴責哈馬斯時承認哈馬斯受到很多巴勒斯坦人的擁護的這一舉動也被其視為美化恐怖主義的行為，這些左翼共產主義者也反對建立巴勒斯坦國並認為這是加沙資產階級在利用民族主義來謀利的行為，並且呼籲巴勒斯坦人承認巴勒斯坦國只會是「骯髒的資產階級」用以剝削無產階級的工具和要求他們放棄這個計劃，這些左翼共產主義者只主張與全世界的無產階級站在同一陣線，卻沒有提出詳細的方案，還經常把人們的任何微小的舉動與發生在國際層面上的事件聯繫在一起，導致扣帽子的情況不斷發生。

## 抨擊

### 來自馬克思主義者所作的抨擊
不少意見認為由於左翼共產主義者拒絕與其他左派人士合作抗衡法西斯主義者，又不願意把法西斯主義視為比資本主義更強大和危險的威脅，因此無意中縱容了法西斯主義在戰間期後期主導了整個中歐。博爾迪加主義者甚至公開反對反法西斯主義、將其與納粹主義等同起來，並且聲稱納粹主義實際上是資本主義，更聲稱他們所説的 統治德意志的資本主義者 沒有屠殺猶太人的純粹動機和簡單手段、反猶主義的盛行只是次要因素、那些猶太人是因被逐出生產過程一事而死去的 等等，故此 這些博爾迪加主義者受到一些反博爾迪加主義者的猛烈批評，這些反博爾迪加主義者聲稱納粹主義與資本主義非常不同，而且已經有足夠的證據證明納粹主義者故意使用毒氣室等等來殺害猶太人。
一些意見認為早期左翼共產主義者為了防止出現分歧，經常壓制異議，但這種行為反而加劇了內部衝突，對反對聲音的壓制不但不利於對理論的發展，而且造成了更多的分裂活動。
有意見認為現今的許多左翼共產主義者對民主相關理念的反對不符合馬克思所持有關於民主的觀點，這些左翼共產主義者認為實行民主制度的組織因無法及時了解各種資訊一事而不能夠作出適當的決定，但馬克思曾經表示他認為民主是社會主義不可缺少的元素之一。馬克思及恩格斯在《共產黨宣言》中宣稱工人階級在革命之路上的第一步應該是將自身提升至統治階級的地位並建構民主制及普選制，而這也是激進的無產階級其中一個最重要的任務。

### 來自無政府主義者所作的抨擊
2007年, 支持馬克思主義的、擁護無政府主義的政論家奧辛·麥克·吉奧拉莫爾（Oisín Mac Giollamóir）撰文抨擊左翼共產主義及博爾迪加主義，他指出左翼共產主義及博爾迪加主義的不少觀點是武斷的、僵化的和過於理想化的，首先，左翼共產主義認為工人階級是所謂的共產主義主體，但事實上他們所説的共產主義主體並不存在，工人階級只是有能力實現共產主義的階級，這才是革命者重視工人階級的原因，其次，左翼共產主義認為歷史是單向地發展的，共產主義社會會不可避免地出現，但事實上歷史的發展充滿變數，共產主義社會的出現是人們必須為之奮鬥的目標，共產主義社會不會自然地出現，故此參與階級鬥爭是必須的，這樣才有機會實現共產主義，否則共產主義社會很可能永遠都不會出現，最後，博爾迪加主義認為有一種純潔的共產主義綱領，它是工人階級的利益，必須保障其免受腐化，但事實上沒有這種綱領，因為工人階級在階級鬥爭之外沒有利益，也沒有永久的利益，而且發動革命所依賴的不是教條，而是社會運動，所以博爾迪加主義的這一主張是沒有意義的，總括來説，左翼共產主義及博爾迪加主義都在理論方面上犯了很多錯誤。